# Харьков (моторвагонное депо)
Харьков (укр. Харків) — моторвагонное депо Южной ж. д. Основано на базе депо «Октябрь».

## Обслуживание
Обслуживает пассажирские пригородные перевозки на участках:
- Харьков-Пассажирский — Казачья Лопань
- Харьков-Пассажирский — Лозовая — Гусаровка — Славянск
- Харьков-Пассажирский — Мерефа — Змиёв
- Харьков-Пассажирский — Мерчик
- Харьков-Левада/Харьков-Пассажирский — Изюм
- Лосево/Харьков-Левада — Граково

Ранее осуществлялись перевозки на электропоездах повышенного комфорта по маршрутам:
- Харьков-Левада — Артемовск 2
- Харьков-Пассажирский — Запорожье 1
- Харьков-Пассажирский — Белгород

С 2014 по 2018 год производило текущий ремонт электропоездов серий ЭР2Т и ЭД2Т, работающих на Донецкой железной дороге.

## Подвижной состав
Электропоезда постоянного тока серий:
- ЭР2 (10 шт.) — 306, 308, 327, 340, 347, 572, 1035, 1041, 1318, 3044/3045
- ЭР2Р (15 шт.) — 7033, 7034, 7035, 7036, 7042, 7043, 7044, 7045, 7069, 7070, 7071, 7072, 7073,7086, 7087.
- ЭР2Т (5 шт.) — 7104, 7106,7110, 7119, 7211;
- ЭТ2 (1 шт.) — 007.